# UEFA 유로 1996 결승전
UEFA 유로 1996 결승전(영어: UEFA Euro 1996 Final)은 UEFA 유로 1996의 우승팀을 가리기 위해 1996년 6월 30일, 잉글랜드 런던의 웸블리 경기장에서 열린 축구 경기이다. 이 경기는 우승 후보이자, 홈팀 잉글랜드를 탈락시킨 독일과 체코슬라비아의 해체 이후로는 유일하게 결승전에 참가한 체코의 경기였다. 두 팀은 조별 리그에서 C조를 통과하여 토너먼트전으로 진출하였고, 앞서 조별 리그에서는 독일이 체코를 2-0으로 이겼었다.
독일은 올리버 비어호프의 95분 골든골에 힘입어 결승전에서 2-1로 이겼다. 그에 앞서, 비어호프는 체코의 카렐 포보르스키가 넘어지면서, 파트리크 베르게르에게 59분 페널티골을 내주었을 때, 73분에 동점골을 득점하였었다.

## 결승까지의 경기

### 체코
| 조별 리그 1996년 6월 9일 | 독일                | 2–0    | 체코 | 올드 트래퍼드, 맨체스터                          |  |  |
| 17:00                    | 치게 26′ · 묄러 32′ | 리포트 |      | 관중 수: 37,300 심판: 데이비드 엘레이 (잉글랜드) |  |  |
|                          |                     |        |      |                                                  |  |  |

| 조별 리그 1996년 6월 14일 | 체코                     | 2–1    | 이탈리아   | 안필드, 리버풀                                        |  |  |
| 19:30                     | 네드베트 5′ · 베이블 35′ | 리포트 | 키에사 18′ | 관중 수: 37,320 심판: 안토니오 로페스 니에토 (스페인) |  |  |
|                           |                          |        |            |                                                       |  |  |

| 조별 리그 1996년 6월 19일 | 러시아                                             | 3–3    | 체코                                    | 안필드, 리버풀                                   |  |  |
| 19:30                     | 모스토보이 49′ · 테트라제 54′ · 베스차스트니흐 85′ | 리포트 | 수호파레크 5′ · 쿠카 19′ · 슈미체르 88′ | 관중 수: 21,128 심판: 안데르스 프리스크 (스웨덴) |  |  |
|                           |                                                    |        |                                         |                                                  |  |  |

| 8강전 1996년 6월 23일 | 체코           | 1–0    | 포르투갈 | 빌라 파크, 버밍엄                          |  |  |
| 18:30                 | 포보르스키 53′ | 리포트 |          | 관중 수: 26,832 심판: 헬무트 크루크 (독일) |  |  |
|                       |                |        |          |                                            |  |  |

| 준결승전 1996년 6월 26일                            | 프랑스 | 0–0 (서든데스 연장전) (5–6 승부차기)                        | 체코 | 안필드, 리버풀                                   |  |  |
| 16:00                                               |        | 리포트                                                      |      | 관중 수: 43,877 심판: 레슬리 모트램 (스코틀랜드) |  |  |
|                                                     |        | 승부차기                                                    |      |                                                  |  |  |
| 지단 · 조르카예프 · 리자라쥐 · 게랭 · 블랑 · 페드로 |        | 쿠비크 · 네드베트 · 베르게르 · 포보르스키 · 라다 · 카들레츠 |      |                                                  |  |  |
|                                                     |        |                                                             |      |                                                  |  |  |

### 독일
| 조별 리그 1996년 6월 9일 | 독일                | 2–0    | 체코 | 올드 트래퍼드, 맨체스터                          |  |  |
| 17:00                    | 치게 26′ · 묄러 32′ | 리포트 |      | 관중 수: 37,300 심판: 데이비드 엘레이 (잉글랜드) |  |  |
|                          |                     |        |      |                                                  |  |  |

| 조별 리그 1996년 6월 16일 | 러시아 | 0–3    | 독일                        | 올드 트래퍼드, 맨체스터                     |  |  |
| 15:00                     |        | 리포트 | 자머 56′ · 클린스만 77′ 90′ | 관중 수: 50,760 심판: 킴 밀톤 닐센 (덴마크) |  |  |
|                           |        |        |                             |                                             |  |  |

| 조별 리그 1996년 6월 19일 | 이탈리아 | 0–0    | 독일 | 올드 트래퍼드, 맨체스터                  |  |  |
| 19:30                     |          | 리포트 |      | 관중 수: 53,740 심판: 기 후탈스 (벨기에) |  |  |
|                           |          |        |      |                                          |  |  |

| 8강전 1996년 6월 23일 | 독일                               | 2–1    | 크로아티아 | 빌라 파크, 버밍엄                          |  |  |
| 15:00                 | 클린스만 20′ (페널티골) · 자머 59′ | 리포트 | 슈케르 51′ | 관중 수: 43,412 심판: 레이프 순델 (스웨덴) |  |  |
|                       |                                    |        |            |                                            |  |  |

| 준결승전 1996년 6월 26일                        | 독일     | 1–1 (서든데스 연장전) (6–5 승부차기)                        | 잉글랜드  | 웸블리 경기장, 런던                      |  |  |
| 19:30                                           | 쿤츠 16′ | 리포트                                                      | 시어러 3′ | 관중 수: 75,862 심판: 풀 샨도르 (헝가리) |  |  |
|                                                 |          | 승부차기                                                    |           |                                          |  |  |
| 헤슬러 · 슈트룬츠 · 로이터 · 치게 · 쿤츠 · 묄러 |          | 시어러 · 플래트 · 피어스 · 개스코인 · 셰링엄 · 사우스게이트 |           |                                          |  |  |
|                                                 |          |                                                             |           |                                          |  |  |

## 경기 결과
| 체코                    | 1 - 2 (서든데스 연장전) | 독일             |
| ----------------------- | ----------------------- | ---------------- |
| 베르게르 59′ (페널티골) | 리포트                  | 비어호프 73′ 95′ |

| 체코 | 독일 |

| GK         | 1  | 페트르 쿠바             |     |     |
| RB         | 3  | 얀 수호파레크           |     |     |
| CB         | 5  | 미로슬라프 카들레츠 (C) |     |     |
| CB         | 15 | 미할 호르나크           | 47′ |     |
| LB         | 19 | 카렐 라다               |     |     |
| RM         | 4  | 파벨 네드베트           |     |     |
| CM         | 7  | 이르지 네메츠           |     |     |
| CM         | 13 | 라데크 베이블           |     |     |
| LM         | 14 | 파트리크 베르게르       |     |     |
| CF         | 8  | 카렐 포보르스키         |     | 88′ |
| CF         | 9  | 파벨 쿠카               |     |     |
| 교체 선수: |    |                         |     |     |
| FW         | 17 | 블라디미르 슈미체르     |     | 88′ |
| 감독:      |    |                         |     |     |
| 두샨 우린  |    |                         |     |     |

| GK            | 1  | 안드레아스 쾨프케   |     |     |
| SW            | 6  | 마티아스 자머       | 69′ |     |
| CB            | 5  | 토마스 헬머         | 63′ |     |
| CB            | 21 | 디터 아일츠         |     | 46′ |
| RWB           | 14 | 마쿠스 바벨         |     |     |
| LWB           | 17 | 크리스티안 치게     | 91′ |     |
| CM            | 10 | 토마스 헤슬러       |     |     |
| CM            | 19 | 토마스 슈트룬츠     |     |     |
| AM            | 8  | 메흐메트 숄         |     | 69′ |
| CF            | 11 | 슈테판 쿤츠         |     |     |
| CF            | 18 | 위어겐 클린스만 (C) |     |     |
| 교체 선수:    |    |                     |     |     |
| MF            | 3  | 마르코 보데         |     | 46′ |
| FW            | 20 | 올리버 비어호프     |     | 69′ |
| 감독:         |    |                     |     |     |
| 베르티 포크츠 |    |                     |     |     |

| 맨 오브 더 매치: 카렐 포보르스키 (체코) 부심: 도나토 니콜레티 (이탈리아) 툴리오 만프레디니 (이탈리아) 4심: 마르첼로 니키 (이탈리아) |